# Anselmo Cardoso
Anselmo Gonçalves Cardoso (Freiria, 6 gennaio 1984) è un ex calciatore portoghese, di ruolo attaccante.

## Carriera

### Club
Ha giocato nella massima serie portoghese con l'Estrela Amadora, il Nacional e il Rio Ave, nella massima serie iraniana con il Tractor Sazi e nella massima serie qatariota con l'Al-Mesaimeer.